# Stacy Rowles
Stacy Rowles (* 11. September 1955 in Los Angeles, Kalifornien; † 27. Oktober 2009 in Burbank, Kalifornien) war eine US-amerikanische Jazzmusikerin (Trompete, Flügelhorn, Gesang).

## Leben und Wirken
Rowles war die Tochter des Jazzpianisten Jimmy Rowles, bei dem sie ab dem sechsten Lebensjahr Klavier lernte, bevor er ihr auf einer alten Trompete, die zuvor Pete Candoli gehörte, Grundzüge des Trompetenspiels beibrachte. Während ihrer Zeit auf dem Orange Coast College wurde sie als beste Solistin ausgezeichnet. Mit ihrem Vater trat sie 1973 beim Monterey Jazz Festival auf; 1975 spielte sie in einer von Clark Terry geleiteten Frauenband. 1979 war sie mit Ann Patterson eines der Gründungsmitglieder der Maiden Voyage Big Band. In den 1980er Jahren spielte sie zusammen mit der Posaunistin Betty O’Hara im Jazz Birds Quintet, das sich aus der Bigband bildete. 1984 entstand ihr Debütalbum für Concord Records. Sie gehörte zum Kreis um Nels Cline und spielte auf dessen Enja-Album Angelica (1987) auch mit Tim Berne. Weiterhin trat sie mit Dizzy Gillespie, Tommy Flanagan, Frank Mantooth und dem Clayton-Hamilton Orchestra auf. Sie tourte außerdem mit ihrem Vater, mit den Swinging Ladies, mit Eric Von Essens Jazz Tap Ensemble, dem Diva Jazz Orchestra und in Europa seit 2002 mehrfach mit der Band WitchCraft. Rowles, die nach Feathers/Gitler mit einer ähnlichen Wärme und Präzision wie ihr Vater spielte, verstarb nach einem Autounfall, den sie am 13. Oktober 2009 erlitt, an ihren schweren Verletzungen.

## Diskographische Hinweise
- WitchCraft: live (2004, mit Carolyn Breuer, Anke Helfrich, Lindy Huppertsberg, Carola Grey)
- Alan Broadbent: The Music of Eric Von Essen Vol. 1 (2000, mit Alex Cline, Nels Cline, Jeff Gauthier u. a.)
- Me and the Moon  (1993, mit Jimmy Rowles)
- Looking Back  (1988, mit Jimmy Rowles, Eric Von Essen, Donald Bailey)
- Tell It Like It Is (1984, mit  Jimmy Rowles, Donald Bailey, Chuck Berghofer, Herman Riley)

## Lexigraphische Einträge
- Leonard Feather, Ira Gitler: The Biographical Encyclopedia of Jazz. Oxford University Press, New York NY u. a. 2007, ISBN 978-0-19-532000-8.